# El Chroub
El Chroub (arabisch الخروب, DMG al-Ḫurūb, während der französischen Kolonialzeit Kroub) ist eine Stadt in der Provinz Constantine im Norden von Algerien mit 90.122 Einwohnern (Stand: 2008).

## Klima
Laut der Klimaklassifikation nach Köppen und Geiger herrscht in El Chroub ein Mittelmeerklima (Csa). Die Jahresdurchschnittstemperatur liegt bei 15,6 Grad Celsius und 540 mm Niederschlag fallen innerhalb eines Jahres.

## Bevölkerungsentwicklung
| Zensusjahr | Einwohnerzahl |
| ---------- | ------------- |
| 1977       | 14.962        |
| 1998       | 65.239        |
| 2008       | 90.122        |

## Sehenswürdigkeiten
Bei El Chroub befindet sich das Grab des ehemaligen numidischen Königs Massinissa.

## Verkehr
Die erste Bahnstrecke erreichte El Chroub am 29. Juni 1879. Sie stellte die Verbindung über Guelma nach Annaba, damals noch Bônne genannt her. Betreiber war die Compagnie des chemins de fer de Bône–Guelma et prolongements (BGP), eine Tochtergesellschaft der französischen Société de construction des Batignolles.